# Ulrich II. von Dapfen
Ulrich II. von Dapfen, auch Uldarich II. von Dapfen, (* vor 1088; † 1123) war Abt des Klosters Reichenau von 1088 bis 1123.

## Leben
Ulrich von Dapfen entstammte dem edelfreien Geschlecht der Herren von Dapfen, das seinen Stammsitz in Dapfen, im großen Lautertal, westlich von Münsingen hatte. Er wurde nach dem Tod des Abtes Ekkehard II. von Nellenburg, auf Betreiben des welfischen Herzogs Welf V. hin, zum neuen Abt des Klosters Insel Reichenau gewählt.
Nachdem ihm Kaiser Heinrichs IV., unter ausdrücklicher Zustimmung des staufischen Herzogs Friedrich von Schwaben, das königliche Marktrecht verlieh, gründete Ulrich von Dapfen im Jahre 1100 den Markt Radolfzell und gilt damit als wichtiger Wegbereiter der späteren Stadt Radolfzell.
Während seines Abbiats bemühte sich Ulrich von Dapfen besonders um die Exemption seines Klosters von der Jurisdiktion des Bischofs von Konstanz, was zu hartnäckigen Auseinandersetzungen mit dem Konstanzer Bischof Gebhard III. führte. Bischof Gebhard hatte 1089 von Papst Urban II. ein Dekret erwirkt, das ihm die bischöfliche Gewalt über Klerus und Volk der Klosterinsel, mit Ausnahme der Konventsmitglieder, zusicherte und ihm das Recht verlieh, den Abt des Klosters Reichenau, des Klosters St. Gallen und anderer Klöster ins Amt einzusetzen und zu weihen. Ulrich von Dapfen weigerte sich jedoch, die Weihe vom Konstanzer Bischof entgegenzunehmen. 1095 erhielt er auf der Synode von Piacenza schließlich von Papst Urban II. die Abtsweihe. Allerdings bekräftigte der Papst auch das Verbot der Ausübung bischöflicher Rechte gegenüber Volk und Klerus der Reichenau durch den Abt. Ulrich von Dapfen widersetzte sich jedoch diesem Verbot, weshalb er mehrfach päpstliche Mahnbriefe erhielt. Um für die Unabhängigkeit seiner Abtei zu kämpfen, scheute er auch nicht davor zurück, päpstliche Urkunden fälschen zu lassen. Unter seiner Zeit als Reichenauer Abt war die Reichenau die wohl berühmteste Fälscherwerkstatt des 12. Jahrhunderts.